# روبرت إل. لين
روبرت إل. لين (بالإنجليزية: Robert L. Lynn)‏ هو صحفي أمريكي، ولد في 4 مارس 1931 في أوكلاهوما في الولايات المتحدة.